# Samuel Gustafson
Samuel Gustafson, né le 11 janvier 1995 à Mölndal en Suède, est un footballeur suédois. Il évolue au poste de milieu défensif au Urawa Red Diamonds.

## Biographie

### En club
Né à Mölndal en Suède, Samuel Gustafson est formé au Fässbergs IF avant de rejoindre le BK Häcken. Il fait sa première apparition en professionnel avec ce club, le 23 juin 2013, à l'occasion d'un match de championnat face au Halmstads BK. Il entre en jeu à la place de René Makondele et son équipe l'emporte par deux buts zéro ce jour-là.
Le 1er mars 2014, Gustafson marque son premier but en professionnel, à l'occasion d'une rencontre de coupe de Suède contre le Örgryte IS. Il entre en jeu à la place de Ivo Pękalski et participe au succès des siens en marquant dans le temps additionnel (2-0 score final). Gustafson inscrit son premier but en première division le 14 août 2014 contre l'Halmstads BK. Auteur même d'un doublé ce jour-là, il participe à la victoire de son équipe par quatre buts à un.
Le 9 août 2016, Simon Gustafson s'engage en faveur du club italien du Torino FC,.
Le 7 juillet 2018, Gustafson est prêté pour une saison au Hellas Vérone.
Le 2 septembre 2019, Simon Gustafson quitte définitivement le Torino FC afin de s'engager en faveur d'un autre club italien, l'US Cremonese,. 
Le 9 juillet 2021, Samuel Gustafson fait son retour au BK Häcken. Il signe un contrat de trois ans.
Il participe au sacre du BK Häcken, le club remportant le championnat de Suède pour la première fois de son histoire lors de la saison 2022.
En janvier 2024, Samuel Gustafson rejoint le Japon afin de s'engager en faveur du Urawa Red Diamonds. Le transfert est annoncé dès le 29 décembre 2023.

### En sélection
Le 8 novembre 2022, Samuel Gustafson est récompensé de sa saison avec le BK Häcken en étant convoqué pour la première fois avec l'équipe nationale de Suède, par le sélectionneur Janne Andersson. Il honore sa première sélection lors de ce rassemblement, le 16 novembre 2022, lors d'un match amical contre le Mexique. Il est titularisé ce jour-là et son équipe l'emporte par deux buts à un.

## Vie privée
Samuel Gustafson est le frère jumeau de Simon Gustafson, également joueur de football professionnel.

## Palmarès
BK Häcken
- Championnat de Suède :
  - Champion : 2022.